# Aphanolejeunea madeirensis
Aphanolejeunea madeirensis (Schiffn.) Grolle é uma hepática folhosa pertencente à família Lejeuneaceae.